# The Man from Earth
The Man from Earth is een Amerikaanse drama-/sciencefictionfilm uit 2007. De film is geregisseerd door Richard Schenkman naar een scenario van Jerome Bixby, die ten tijde van het filmen reeds negen jaar dood was.
De film had een voor Hollywood bescheiden budget van $200.000, maar werd populair doordat die veel op internet gedeeld werd en een zekere cultstatus bereikte. Schenkman schreef ook een theaterversie van de film; de film speelt zich af op één locatie en bestaat vrijwel uitsluitend uit dialoog, waarmee de film zich goed leent voor het theater. Na twee mislukte pogingen om een sequel te maken verscheen in 2017 The Man from Earth: Holocene.

## Verhaal
John Oldman is een universitaire professor die met collega's uit diverse vakgebieden een afscheidsfeestje viert. Tijdens dit feestje vertelt hij dat hij eigenlijk een cro-magnonmens uit het Magdalénien is en al 14.000 jaar leeft en de wereld over reist. Zijn collega's beginnen hem allen vanuit hun eigen vakgebied aan de tand te voelen over deze uitzonderlijke bewering.

## Rolverdeling
| Acteur           | Personage       | Vakgebied                              |
| ---------------- | --------------- | -------------------------------------- |
| David Lee Smith  | John Oldman     | beweert oermens te zijn                |
| Tony Todd        | Dan             | antropoloog                            |
| John Billingsley | Harry           | bioloog                                |
| Ellen Crawford   | Edith           | kunsthistorica (en overtuigd Christen) |
| Annika Peterson  | Sandy           | historica                              |
| William Katt     | Art Jenkins     | archeoloog                             |
| Alexis Thorpe    | Linda Murphy    | archeologie-studente                   |
| Richard Riehle   | Dr. Will Gruber | psychiater                             |
| Robbie Bryan     | Politieagent    |                                        |